# Graysville (Tennessee)
Graysville – miasto w Stanach Zjednoczonych, w stanie Tennessee, w hrabstwie Rhea.